# When I Fall in Love (Rick Astley)
When I Fall in Love fu registrata anche dal cantautore britannico Rick Astley ai suoi esordi. Uscì come singolo il 30 novembre 1987 in coincidenza con la ripubblicazione della versione di Nat King Cole in occasione del suo 30º anniversario. Questo singolo è principalmente ricordato per un concorso molto combattuto per la "Christmas Number One" del Regno Unito, mentre la rivale etichetta discografica EMI, sperando di vedere i suoi pupilli Pet Shop Boys raggiungere la prima posizione, ripubblicò la versione di Nat King Cole. In effetti ciò portò ad un rallentamento degli acquisti della versione di Astley, permettendo ai Pet Shop Boys di raggiungere l'ambita posizione numero uno in classifica. Nonostante avesse venduto oltre 250 000 copie e ottenuto una certificazione d'argento dalla BPI, il singolo raggiunse solo la seconda posizione nel Regno Unito rimanendovi per due settimane. La versione di Nat King Cole raggiunse la numero quattro. Il brano costituiva il lato A del disco e il lato B proponeva My Arms Keep Missing You, che ebbe pieno successo in Europa.

## Formati e tracce
CD Maxi Singolo (Regno Unito) (RCA: PD 41684; PWL Records: PD 41684)
1. When I Fall in Love – 3:03 (testo: Edward Heyman – musica: Victor Young)
2. My Arms Keep Missing You (The No L Mix) – 6:48 (Stock Aitken Waterman)
3. My Arms Keep Missing You (Dub) – 4:58 (Stock Aitken Waterman)

LP Singolo 7" (Australia) (RCA Victor: 104825)
1. When I Fall in Love – 3:19 (testo: Heyman – musica: Young)
2. My Arms Keep Missing You – 3:14 (Stock Aitken Waterman)

LP Singolo 7" (Regno Unito & Europa) (RCA: PB 41683)
1. When I Fall in Love – 3:19 (testo: Heyman – musica: Young)
2. My Arms Keep Missing You – 3:14 (Stock Aitken Waterman)

LP Singolo 7" (Sudafrica) (RCA: RCAS 53)
1. My Arms Keep Missing You (The "Where's Harry? Remix) – 3:14 (Stock Aitken Waterman)
2. When I Fall in Love – 3:02 (testo: Heyman – musica: Young)

LP Singolo 12" (Australasia) (RCA Victor: TDS 439)
1. When I Fall in Love – 3:03 (testo: Heyman – musica: Young)
2. My Arms Keep Missing You (The No L Mix) – 6:48 (Stock Aitken Waterman)
3. My Arms Keep Missing You (Dub) – 4:58 (Stock Aitken Waterman)

LP Singolo 12" (Regno Unito & Europa) (RCA: PT 41684)
1. When I Fall in Love – 3:03 (testo: Heyman – musica: Young)
2. My Arms Keep Missing You (The No L Mix) – 6:48 (Stock Aitken Waterman)
3. My Arms Keep Missing You (Dub) – 4:58 (Stock Aitken Waterman)

## Classifiche
| Classifica (1987-1988)                       | Posizione massima |
| -------------------------------------------- | ----------------- |
| Austria (Ö3 Austria Top 40)                  | 21                |
| Belgio Fiandre (Ultratop 50 Singles)         | 1                 |
| Islanda (RÚV)                                | 11                |
| Italia (FIMI)                                | 16                |
| Nuova Zelanda (The Official NZ Music Charts) | 25                |
| Paesi Bassi (Dutch Top 40)                   | 4                 |
| Paesi Bassi (Mega Top 50)                    | 3                 |
| Regno Unito (Official Singles Chart)         | 2                 |
| Svezia (Sverigetopplistan)                   | 12                |
| Svizzera (Schweizer Hitparade)               | 14                |

## Crediti e personale
Personale
- Arrangiato da - Gordon Jenkins
- Ingegnere del suono - Mark McGuire
- Mixato da - Mark McGuire
- Produttore - Stock Aitken Waterman
- Sleeve – Mainartery

## Cronologia di rilascio
| Paese       | Data             | Formato      |
| ----------- | ---------------- | ------------ |
| Australasia | 1987             | Vinile (12") |
| Australia   | 1987             | Vinile (7")  |
| Europa      | 1987             | Vinile (7")  |
| Europa      | dicembre 1987    | Vinile (12") |
| Irlanda     | 1987             | Vinile (7")  |
| Regno Unito | 1987             | CD Maxi      |
| Regno Unito | 30 novembre 1987 | Vinile (7")  |
| Regno Unito | dicembre 1987    | Vinile (12") |
| Sudafrica   | 1987             | Vinile (7")  |